# Эптинген
Эптинген (нем. Eptingen) — коммуна в Швейцарии, в кантоне Базель-Ланд.
Входит в состав округа Вальденбург. Население составляет 541 человек (на 31 декабря 2007 года). Официальный код — 2885.

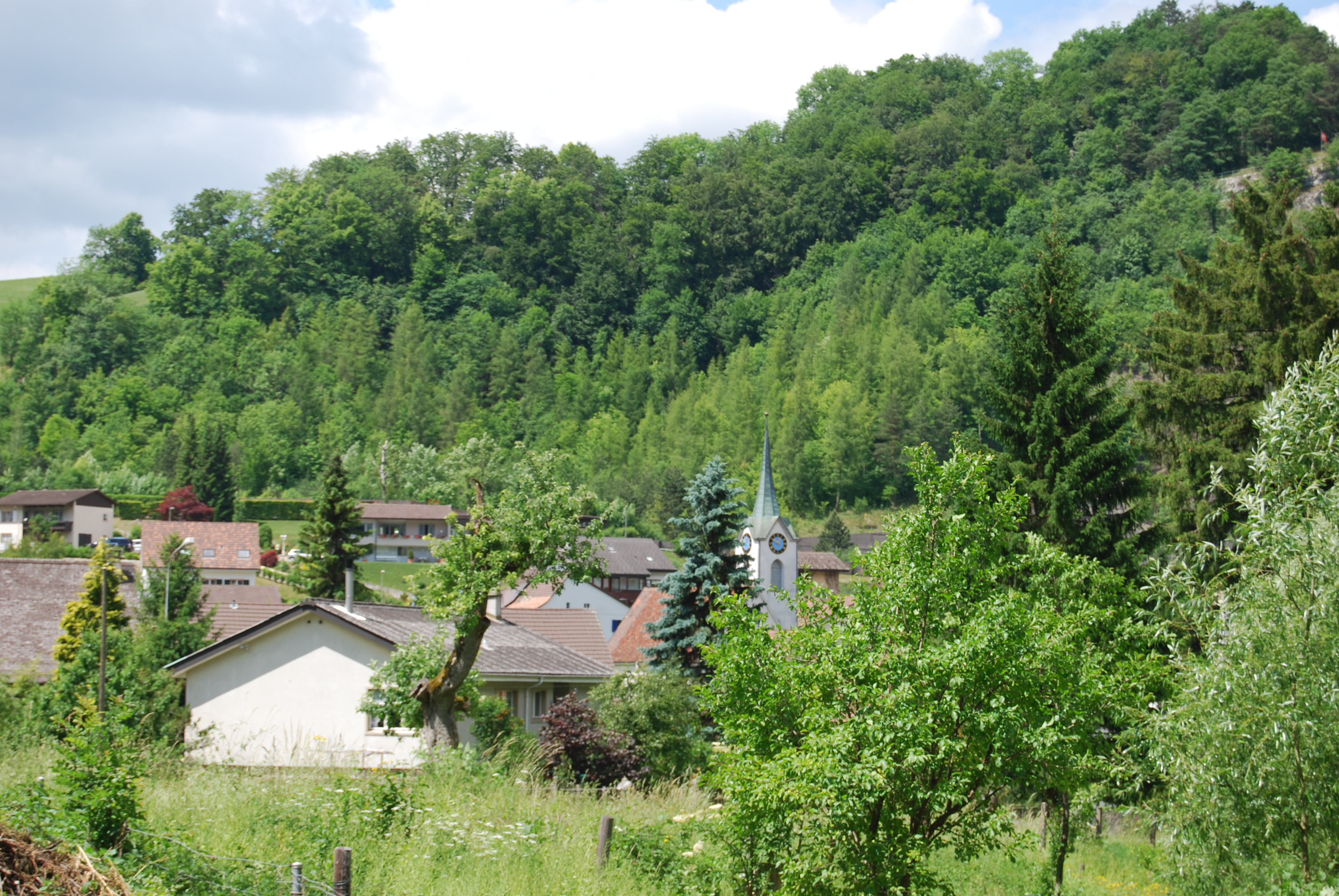
Эптинген